# Vita su Venere
La possibilità di vita su Venere è un argomento di forte interesse per l'astrobiologia a causa della vicinanza e somiglianza del pianeta con la Terra, ma nessuna prova definitiva circa la presenza di forme di vita passate o presenti su Venere è stata trovata. L'aspettativa che Venere possa ospitare la vita è diminuita in modo significativo dall'inizio degli anni '60, quando i veicoli spaziali hanno iniziato a studiare il pianeta ed è diventato chiaro che il suo ambiente è estremo rispetto a quello della Terra. Tuttavia, sono in corso degli studi sul fatto che la vita potesse essere esistita sulla superficie venusiana prima che si verificasse un effetto serra incontrollato e sul fatto che una biosfera relitta possa persistere a non elevate altitudini nella attuale atmosfera venusiana nella sua cosiddetta "zona abitabile venusiana", tra 47 e 70 km di altitudine con temperature comprese tra i -20C ed i +65C e pressione di circa 1 atmosfera, dove ad esempio i batteri terrestri Shewanella oneidensis potrebbero vivere nel loro ambiente più ideale.
Venere si trova più vicina al Sole rispetto alla Terra e l'estremo effetto serra porta la temperatura sulla superficie ad una media di 464 °C (737 K). Questo fatto, assieme ad una pressione atmosferica 90 volte più elevata di quella terrestre, rende improbabile sulla superficie del pianeta la presenza di vita basata sull'acqua per come la conosciamo. Tuttavia, alcuni scienziati hanno ipotizzato che microrganismi estremofili termoacidofili potrebbero esistere negli strati superiori temperati e acidi dell'atmosfera venusiana. Nel settembre 2020 è stata pubblicata una ricerca che mostra la presenza di fosfina nell'atmosfera del pianeta, un potenziale biomarcatore.

## Possibile abitabilità nel passato

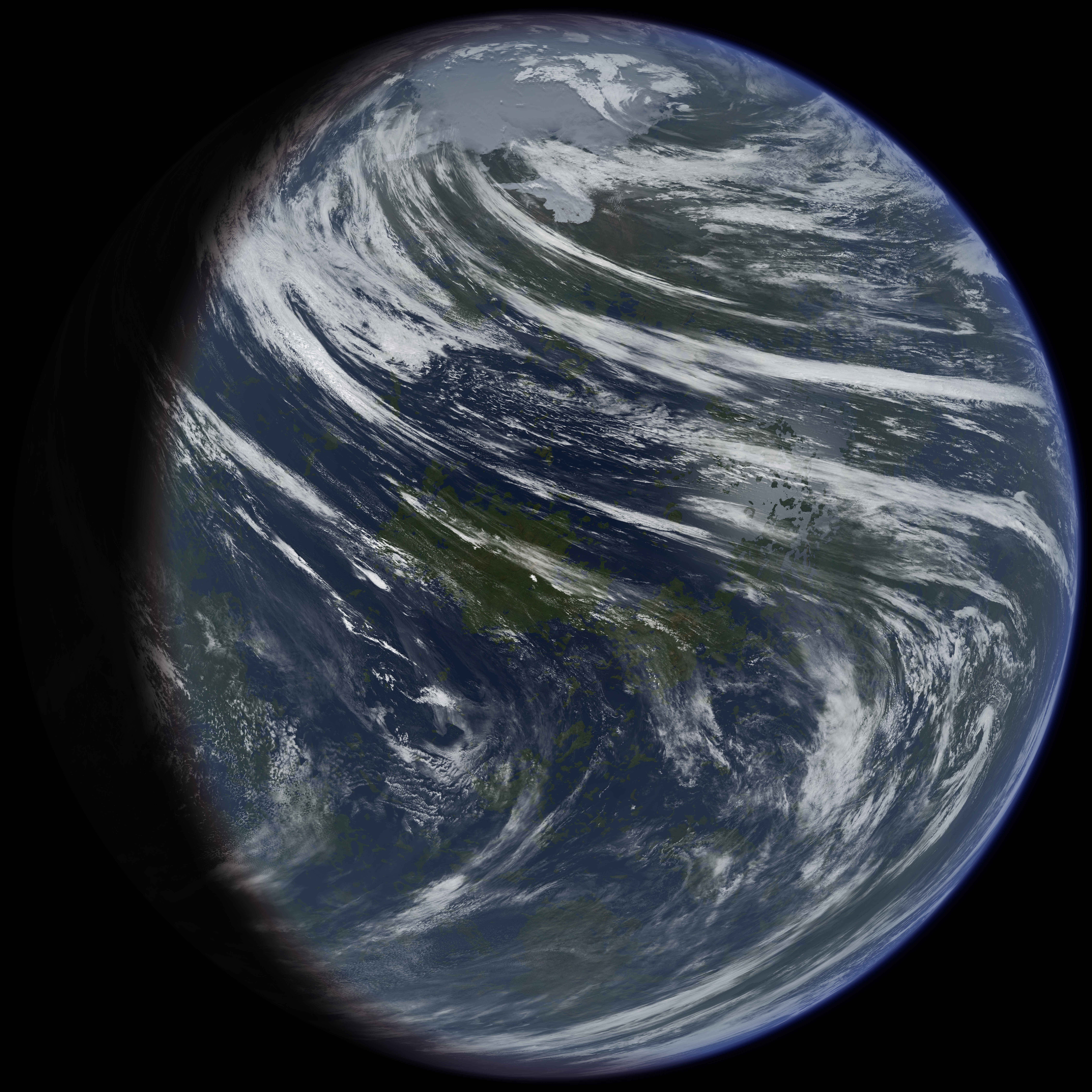
Rappresentazione artistica di Venere con atmosfera simile a quella della Terra e acqua liquida in superficie. Così sarebbe apparso in un lontano passato (o come apparirebbe in un lontano futuro), al termine di un processo di terraformazione.

Gli scienziati hanno ipotizzato che se l'acqua liquida fosse persistita sulla sua superficie prima che un effetto serra fuori controllo riscaldasse il pianeta, Venere potrebbe aver ospitato forme di vita in passato. Supponendo che il processo che ha fornito acqua alla Terra fosse comune a tutti i pianeti vicini alla zona abitabile, è stato stimato che l'acqua liquida avrebbe potuto esistere sulla sua superficie per almeno 600 milioni di anni, che potrebbe essere un tempo sufficiente per la comparsa di semplici forme di vita. Studi del settembre 2019 hanno concluso che Venere potrebbe aver avuto acque superficiali e una condizione abitabile per un lungo lasso di tempo fino a 3 miliardi di anni e queste condizioni potrebbero essere persistite fino a 700 o 750 milioni di anni fa. Se fosse corretto, questo sarebbe stato un tempo sufficiente per la formazione della vita e perché questa si evolvesse fino ad occupare una nicchia aerea. Una ricerca dell'Università della California, ragionando sulla bassa eccentricità di Venere (0,006), ha ipotizzato che un miliardo di anni fa, quando Giove era più vicino al Sole, Venere avesse un'eccentricità di 0,3, con alte probabilità che ospitasse la vita, ma avrebbe subito dei pesanti cambiamenti climatici in seguito allo spostamento di Giove in un'orbita più lontana.

## Attuale abitabilità dell'atmosfera

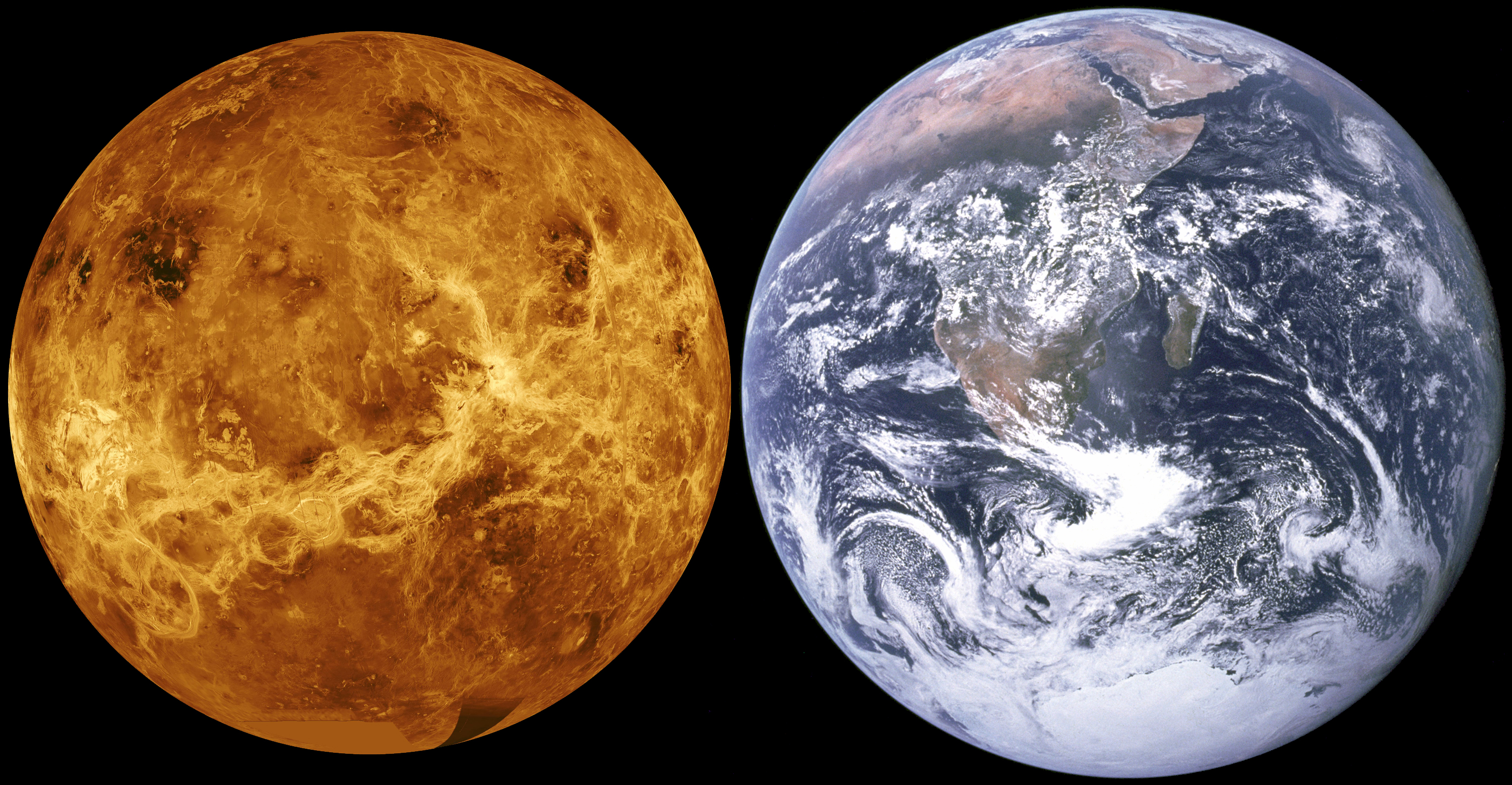
Confronto tra le dimensioni di Venere (senza atmosfera) e della Terra.

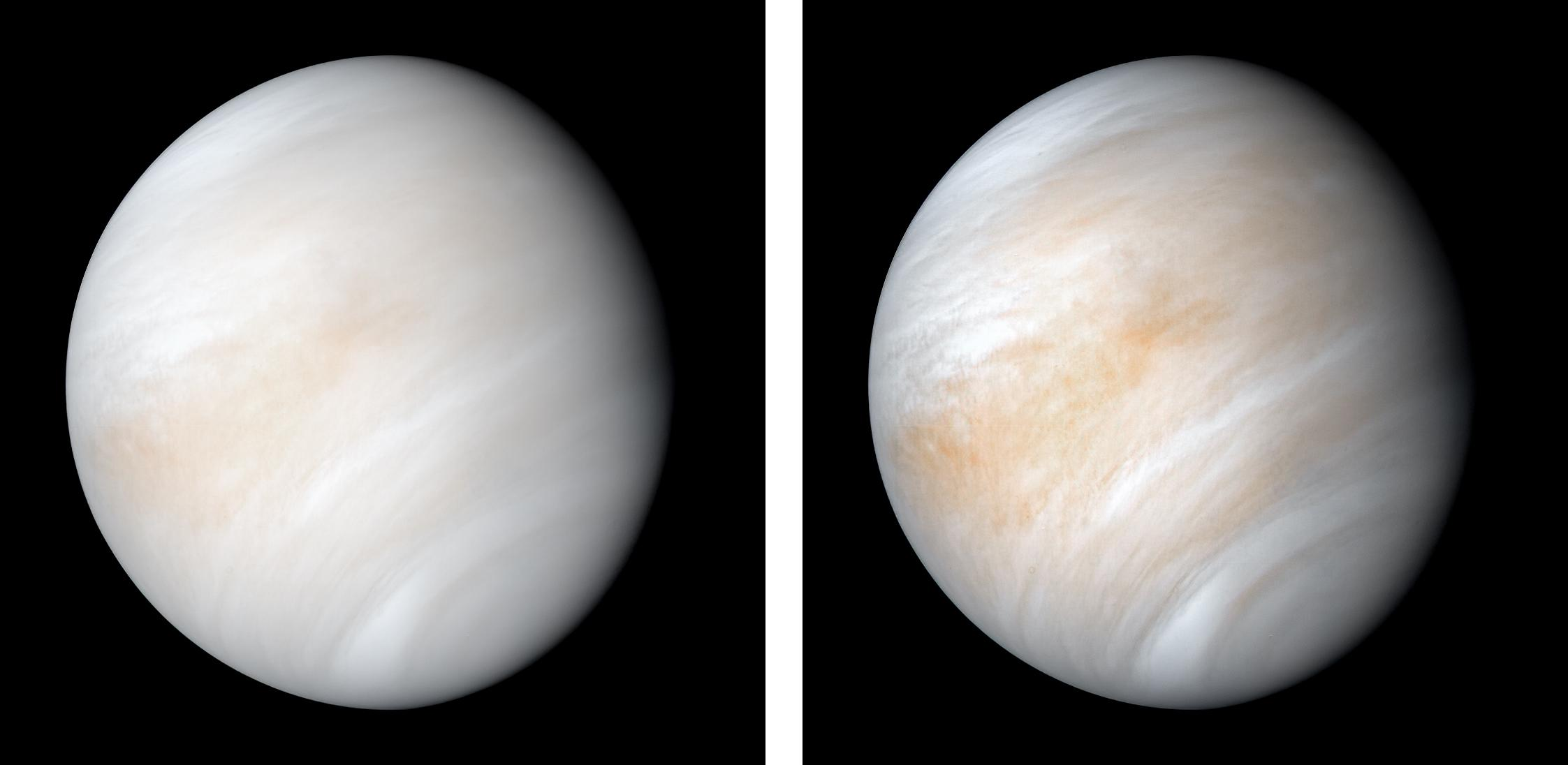
Strutture atmosferiche di Venere riprese nel 1974 dalla sonda Mariner 10 (immagine riprocessata nel 2020). Nell'immagine di destra è stato aumentato il contrasto.

Nonostante l'ostilità delle condizioni della superficie di Venere, ad un'altitudine tra i 47 ed i 70 km la pressione di 1 atmosfera e la temperatura compresa tra i -20 °C ed i 65 °C, sarebbero compatibili con la vita ed in effetti alcuni batteri terrestri, come ad esempio Shewanella oneidensis, potrebbero proliferare in quell'ambiente acidico sulfureo più che ideale per il loro metabolismo. L'idea fu portata avanti per la prima volta dal fisico tedesco Heinz Haber nel 1950. Nel settembre del 1967 Carl Sagan e Harold Morowitz pubblicarono un'analisi riguardante la possibilità di vita su Venere sulla rivista Nature.
Analizzando i dati di missione delle missioni Venera, Pioneer Venus e Magellan è stato scoperto che solfuro di carbonile, idrogeno solforato e anidride solforosa sono presenti nell'alta atmosfera. Venera ha anche rilevato grandi quantità di cloro appena sotto la copertura nuvolosa venusiana. La presenza di solfuro di carbonile è difficile da spiegare in un ambiente abiotico, ma può essere prodotto dal vulcanismo. L'acido solforico è prodotto nell'alta atmosfera dall'azione fotochimica del Sole su anidride carbonica, anidride solforosa e vapore acqueo.
La radiazione solare limita l'abitabilità atmosferica ad una fascia compresa tra 47 km (65 °C) e 70 km (−20 °C) di altitudine all'interno della zona delle nubi acide. È stato ipotizzato che le nuvole nell'atmosfera di Venere possano contenere sostanze chimiche che possono avviare forme di attività biologica. Un ipotetico organismo microbico potrebbe impiegare la luce ultravioletta (UV) emessa dal Sole come fonte di energia, che potrebbe essere una spiegazione per le bande di assorbimento osservate nell'ultravioletto. L'esistenza di questo "assorbitore UV sconosciuto" spinse Carl Sagan nel 1963 a pubblicare un articolo che proponeva l'ipotesi di microrganismi negli strati superiori dell'atmosfera come agente in grado di assorbire la luce ultravioletta.
Una ricerca pubblicata nel settembre 2020 ha indicato la rilevazione di fosfina (PH3) nell'atmosfera di Venere che non era collegata a nessun metodo di produzione abiotico noto possibile nelle condizioni venusiane. Una molecola come la fosfina non dovrebbe persistere nell'atmosfera venusiana poiché, sotto la radiazione ultravioletta, dovrebbe reagire con l'acqua e l'anidride carbonica. La fosfina sulla Terra è associata agli ecosistemi anaerobici e potrebbe indicare la presenza di vita su esopianeti anossici. Studi correlati hanno suggerito che la concentrazione rilevata di fosfina (20 ppb) nelle nuvole di Venere indicherebbe una "quantità plausibile di vita", benché inferiore alla densità di biomassa media presente nella biosfera aerea Terrestre. Non è noto nessun processo abiotico in grado di generare fosfina su pianeti rocciosi (al contrario dei giganti gassosi) in quantità apprezzabili, quindi quantità rilevabili di fosfina potrebbero indicare la presenza di vita.

### La rilevazione della fosfina
(Clara Sousa-Silva, When We Finally Find Aliens, They Might Smell Terrible)
Le osservazioni sono state molto complesse ed hanno avuto inizio con il James Clerk Maxwell Telescope (JCMT), che si trova vicino alla vetta Maunakea, nelle Hawaii. Nel giugno del 2017 una squadra di scienziati ha osservato Venere per cinque mattine, alla lunghezza d'onda di 1,123 mm (o 266,9445 GHz), cercando di scrutare quegli strati atmosferici dove studi precedenti avevano predetto una possibile biosfera. Si sono dovuti fronteggiare alcuni problemi operativi dovuti essenzialmente ad increspature, artefatti e riflessioni del segnale e sono state necessarie una modellazione significativa ed un'analisi dei dati offline complessa con software ed algoritmi. Ottenute le prime evidenze, la squadra ha pianificato le osservazioni di follow-up a marzo 2019, tramite i telescopi dell'Atacama Large Millimeter Array (ALMA) in Cile. Entrambi gli osservatori hanno mostrato un debole assorbimento alla giusta lunghezza d'onda del gas fosfina, dove le molecole sono retroilluminate dalle nuvole più calde sottostanti.

### Ipotesi sulla produzione della fosfina nell'atmosfera di Venere

La molecola della fosfina.

La fosfina identificata in questo studio presenta un forte segnale alle medie latitudini, con una concentrazione leggermente inferiore nella fascia equatoriale e non è presente ai poli. A causa di un rapporto segnale/rumore troppo elevato non è stato possibile confrontare il segnale tra fasce longitudinali del pianeta dove, ad esempio, la concentrazione di fosfina potrebbe variare in base all'angolo di incidenza della luce solare.
L'abbondanza di fosfina su Venere è il risultato di un equilibrio tra la sua produzione e distruzione. La stima del tasso di distruzione in funzione dell’altitudine permette di stimare i tassi di produzione di fosfina necessari per mantenere una concentrazione atmosferica di circa 20 ppb.
L'emissione termica del gas ha un picco a 56 chilometri, con una fascia che si estende da 53 a 61 chilometri circa. Le osservazioni non sono arrivate però a determinare né se è presente a quote più basse, né se vi è un limite superiore (il gas non dovrebbe comunque esistere oltre gli 80 chilometri). Ad altitudini superiori è probabile che la fosfina venga scomposta in pochi minuti dalle reazioni guidate dalla componente ultravioletta della luce solare. A quote inferiori il metodo di decomposizione prevalente sarebbe invece il calore. Di conseguenza, il tempo di vita della fosfina dipende da quanto il gas può rimanere in circolo e, secondo i modelli elaborati dagli autori, questo tempo non supera i 1000 anni (perché viene distrutta più rapidamente o perché viene trasportata in una regione in cui le condizioni portano alla sua decomposizione). Ciò implica che, per spiegare quanto osservato, la fosfina deve essere prodotta alla velocità di milioni di molecole al secondo per centimetro quadrato.
Le quote in cui sembra essere presente il gas sono comprese nella regione temperata dell’atmosfera di Venere (tra i 48 ai 60 chilometri sopra la superficie) dove le temperature variano da 0 a 90 gradi Celsius.

## Cronologia delle scoperte

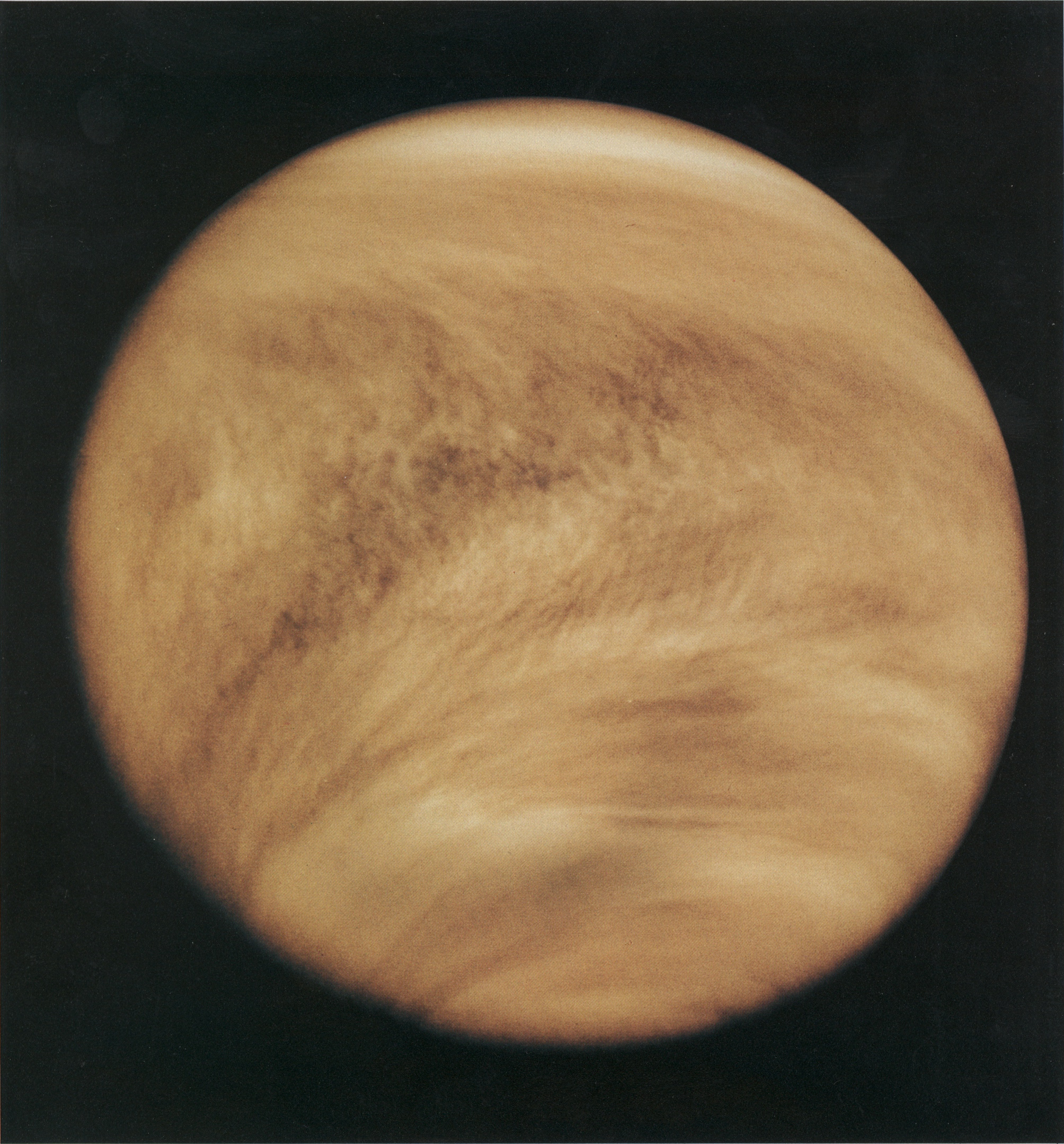
L'atmosfera odierna di Venere vista nell'ultravioletto dalla sonda Pioneer Venus Orbiter nel 1979.

- Nel 1761, durante il transito di Venere davanti al Sole, avvenne la prima osservazione diretta dell'atmosfera di Venere. Al telescopio il pianeta mostrava un margine sfumato, cioè appariva circondato come da un alone, prova palese dell'esistenza di un'atmosfera. Fu durante il transito del 1761 che avvenne la prima osservazione diretta dell'atmosfera di Venere.[33][34]
- Nel 1903 osservazioni spettrografiche non permisero di rilevare alcuno spostamento Doppler significativo nella luce riflessa da Venere. Ciò portò Vesto Slipher a concludere che il pianeta ruotasse assai più lentamente rispetto a quanto precedentemente ipotizzato sulla base delle similitudini esistenti tra Venere e la Terra.[35]
- Nel 1932 Walter Sydney Adams e Theodore Dunham, mediante osservazioni spettroscopiche nell'infrarosso, rilevarono linee di assorbimento del carbonio che permisero di ipotizzare che l'anidride carbonica fosse predominante nell'atmosfera venusiana.[36]
- Nel 1967 il biofisico Harold Morowitz e l'astronomo Carl Sagan per primi suggerirono l’abitabilità delle nuvole di Venere. Le missioni robotiche lanciate tra il 1962 e il 1978 mostrarono che le condizioni di temperatura e pressione tra i 40 ed i 60 chilometri di altitudine non precludono la vita microbica.[5]
- Nel 1979 Irwin I. Shapiro, analizzando i dati raccolti tra il 1964 e il 1977 da vari osservatori, stimò un periodo di rotazione di Venere di 243,01±0,03 giorni.[37] Dal momento che il pianeta impiega circa 225 giorni terrestri per compiere una rivoluzione attorno al Sole, tra un'alba e l'altra (giorno solare) trascorrono circa 117 giorni terrestri.
- Nel 2018 Sanjay Limaye (dello Space Science and Engineering Center dell’Università del Wisconsin-Madison e membro della squadra della missione giapponese Akatsuki) ha nuovamente proposto l’idea che su Venere possano esistere cuscinetti atmosferici potenzialmente abitabili osservando che il pianeta potrebbe aver avuto un clima abitabile con acqua liquida sulla sua superficie per almeno 2 miliardi di anni (forse anche 3 miliardi di anni, secondo le simulazioni più recenti), molto più lungo di quanto si crede sia avvenuto su Marte.[5]
- Nell'agosto del 2019 gli astronomi hanno scoperto un pattern di assorbimento della luce ultravioletta e dei cambiamenti nell'albedo di Venere, causati da "assorbitori sconosciuti" che possono essere costituiti da sostanze inorganiche o speculativamente anche da nuvole di microrganismi negli strati alti dell'atmosfera.[38][39]
- Nel gennaio del 2020, gli astronomi hanno riportato alcune prove che suggeriscono che Venere sia tuttora vulcanicamente attivo e tale attività residua potrebbe essere una potenziale fonte di nutrienti per eventuali microrganismi nell'atmosfera venusiana.[40][41][42]
- Nel settembre 2020 tramite il James Clerk Maxwell Telescope (JCMT) e i telescopi dell’Atacama Large Millimeter Array (ALMA) è stata rilevata fosfina nell'atmosfera di Venere.
- Nel 2029/2031 è previsto il lancio della missione spaziale russa Venera-D. Tra i suoi obiettivi ce ne sono alcuni che potrebbero aiutare a far luce sulla recente rilevazione di fosfina:
  1. Caratterizzazione della struttura dell'atmosfera, dei venti, delle oscillazioni atmosferiche e delle strutture in blocco mareale solare
  2. Misurazione della composizione atmosferica e studio delle nuvole, della loro struttura, composizione, microfisica e chimica
  3. Studiare l'atmosfera superiore, la ionosfera, l'attività elettrica, la magnetosfera ed il tasso di fuga dei gas[43][44]